# Ручківський Сергій Никифорович
Сергій Никифорович Ручківський(7 (19) січня 1888, Тараща, Полтавська обл. — 5 квітня 1967, Київ) — український радянський епідеміолог, мікробіолог, доктор біологічних наук, професор, член-кореспондент Академії медичних наук СРСР (з 1946 року).

## Біографія
Народився 7 (19 січня) 1888 року в місті Таращі Київської губерніїв сім'ї наглядача Таращанської лікарні. У 1914 році з відзнакою закінчив медичний факультет Університету Святого Володимира, вчився на одному курсі з письменником М. О. Булгаковим.
У 1918—1920 рр. працював у Київському Губернському Земстві епідеміологом, очолював Київську санітарно-бактеріологічну лабораторію. У 1926 р. він був обраний на посаду старшого асистента епідеміологічного відділу Харківського бактеріологічного інституту і одночасно працював асистентом кафедри епідеміології Харківського медичного інституту.
У 1929 р. Сергій Никифорович був обраний на посаду завідувача епідеміологічним відділом Київського бактеріологічного інституту. З 1931 р. він працював доцентом, а з 1935 р. — професором кафедри епідеміології Київського інституту удосконалення лікарів, де в подальшому він очолив цю кафедру. У 1939 р. водночас Сергій Никифорович був обраний на посаду завідувача кафедри епідеміології Київського медичного інституту, де плідно працював до 1948 року. Продовжував завідувати кафедрою епідеміології Київського інституту удосконалення лікарів до 1958 року, коли перейшов на роботу завідувачем вірусологічного відділу Українського інституту епідеміології та мікробіології, де працював аж до самої смерті.

Могила Сергія Ручківського

Помер на 80-му році життя 5 квітня 1967 року. Похований разом із родиною на Берковецькому кладовищі (ділянка № 24, 50°29′53.70″ пн. ш. 30°23′26.80″ сх. д. / 50.4982500° пн. ш. 30.3907778° сх. д.). Наказом Управління охорони пам'яток історії, культури та історичного середовища № 53 від 4 листопада 1998 року могила є об'єктом культурної спадщини Подільського району в місті Києві.

## Наукова діяльність
Автор більше 100 наукових праць, в тому числі чотирьох монографій. Праці Ручківського присвячені тифам, бактеріальній дизентерії, ботулізму, харчовим токсикоінфекціям, спричиненим сальмонелами паратифозної групи, епідеміології волинської гарячки й кліщового пароксизмального рикетсіозу, питанням діагностики низки інфекційних захворювань.
Питання епідеміології пароксизмального рикетсіозу були вперше описані в медичній літературі саме Ручківським. Він запідозрив, що відома до того волинська гарячка має природна осередковість, якій він в подальшому дав нову назву — пароксизмальний рикетсіоз. У 1948 р. С. Н. Ручковський вперше показав, що імунологічно збудник пароксизмального рикетсіозу відрізняється від інших рикетсій. Природні осередки цієї хвороби були на той час виявлені в деяких лісових районах на заході України.
Основні наукові праці:
- Эпидемиологические наблюдения по сыпному тифу // Гигиена и эпидемиология. — 1930. — № 2;
- Кишкові інфекції. Черевний тиф, паратифи, дизентерія: Епідеміологія, клініка, профілактика. — К., 1936 (співавт.);
- Материалы по эпидемиологии так называемой волинской лихорадки // Вестн. АМН СССР — 1948. — № 2.